# The Terrorizers
The Terrorizers (恐怖分子S, Kǒngbù fènzǐP) è un film taiwanese del 1986 diretto da Edward Yang.

## Trama
Un mistero metafisico sulla vita di tre coppie a Taipei che continuamente si intersecano in un arco di diverse settimane.
Il film mette in scena una Taiwan emergente, manipolata dalle forze del denaro e dalla globalizzazione. Apre la scena nel 1986, quando il Giappone era ad un soffio dalla bolla economica e gli affari andavano bene a Taipei. Ma in entrambe le città, Tokyo e Taipei, molti giovani erano disillusi nei confronti di un futuro che sembrava grossolanamente materialista. Yang in questo film raccoglie tali situazioni sociali e le inserisce in una misteriosa narrazione poetica.

## Riconoscimenti
- 1986 - Golden Horse Film Festival[3]
  - Miglior film
  - Candidatura miglior attore – Cora Miao
- 1987 - Locarno International Film Festival[4]
  - pardo d'argento
- 1987 - British Film Institute Awards
  - Sutherland Trophy
- 1987 - Asia-Pacific Film Festival
  - Migliore sceneggiatura – Edward Yang, Hsiao Yeh